# Thyborøn fri - Thyborøn-Fiskernes Sejlads til København
|  | Denne artikel er oprettet af botten Steenthbot ud fra en ekstern database. Den kan derfor have sproglige fejl eller mangler. Denne skabelon kan fjernes efter kontrol af indholdet. |

Thyborøn fri - Thyborøn-Fiskernes Sejlads til København er en dansk dokumentarfilm fra 1946.

## Handling
Filmen giver et indtryk af kystsikringen ved Harboøre og Thyborøn, ligesom den viser Thyborøn Havn og de store fiskerflåde, der har hjemsted her.
Derefter følges fiskerne på togtet til København med turen op gennem Limfjorden og den storslåede modtagelse i Københavns lystbådehavn.